# 孟桐墓
孟桐墓，位于山西省运城市永济市蒲州镇王庄村东，是中华人民共和国山西省文物保护单位之一。
2004年6月10日，授予山西省文物保护单位，是一座古墓葬。